# Robert Weryk

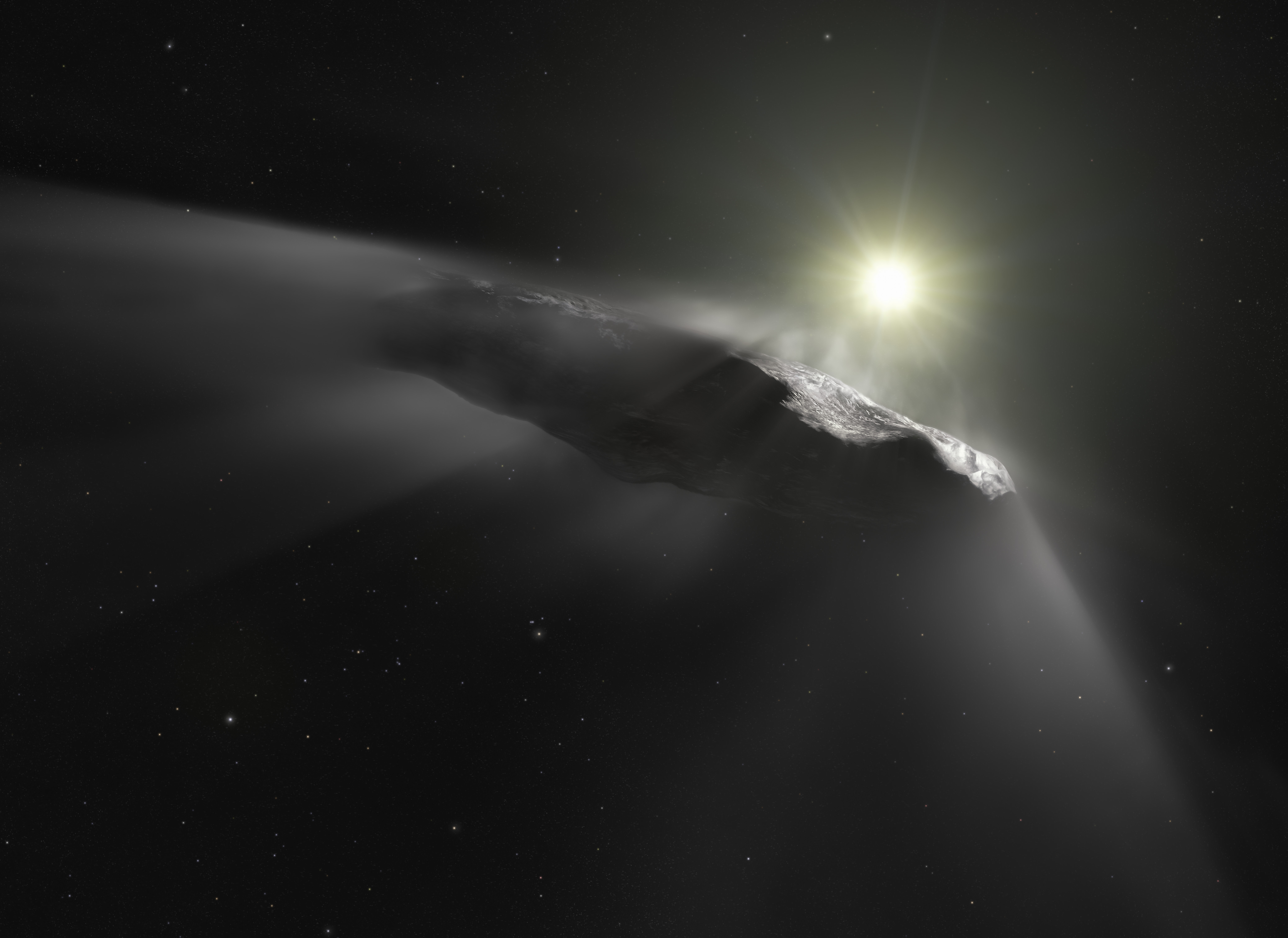
Representación artística de 1I/ʻOumuamua.

Robert J. Weryk (nacido en 1981) es un astrofísico y astrónomo canadiense. Actualmente trabaja en la Universidad de Hawái en Mānoa, donde descubrió el primer objeto interestelar conocido dentro del sistema solar, 1I/ʻOumuamua.  También ha publicado numerosos artículos acerca de meteoroides y otros temas astronómicos.